# Manolete
Manuel Laureano Rodríguez Sánchez, més conegut com a Manolete (Còrdova, 4 de juliol de 1917 - Linares, 28 d'agost de 1947) fou un dels grans toreros de l'Espanya de la dècada de 1940.
Rebé l'apel·latiu de Quart Califa del toreig, i és considerat per molts com un dels més grans de tots els temps degut a un estil considerat pels experts com a elegant i vertical. Evolucionà l'art de la muleta torejant de front i citant de perfil.
Manolete era fill d'un torero anomenat també Manolete i d'Angustias Sánchez, més coneguda com a "Doña Angustias", que havia estat casada prèviament amb Lagartijo Chico. Va prendre l'alternativa el 2 de juliol de 1939 a La Maestranza de Sevilla i la confirmà a Las Ventas de Madrid el 12 d'octubre de 1939.
Manolete morí per una cornada d'Islero, un miura de 495 kg, el 28 d'agost de 1947, a la Plaça de Toros de Linares, a Jaén. Aquell mateix dia tenia pensat deixar el món del toreig. Fou enterrat l'endemà al panteó de la família Sánchez de Puerta, íntims amics del torero, on hi va romandre fins al 15 d'octubre de 1951, quan fou traslladat al seu propi mausoleu al Cementiri de la Mare de Déu de la Salut.
Còrdova li ha dedicat dos conjunts escultòrics: un bust a la Plaça de la Lagunilla, i un conjunt escultòric a la Plaça del Comte de Priego, mirant a l'església de Santa Marina.